# Caryophyllia inornata
Caryophyllia inornata är en korallart som först beskrevs av Duncan 1878.  Caryophyllia inornata ingår i släktet Caryophyllia och familjen Caryophylliidae. Inga underarter finns listade i Catalogue of Life.